# 北一色町 (名古屋市)
北一色町（きたいしきちょう）は、愛知県名古屋市中川区にかつて存在した町名。中川区北東部と中村区南西部を町域としたが、現在は町名整理により廃止されている。

## 歴史

### 町名の由来
江戸期の愛知郡北一色村を前身とする。「一色」は荘園などにおいて年貢が一種類のみだった土地を指すとされるが不詳。
地名は室町期から見え、1446年（文安3年）付『北野社松林坊所領注進状写』に「則武北一色」とあるので、中世には則武郷の一部という扱いであった。

### 行政区画の変遷
- 1889年（明治22年）10月1日 - 愛知郡北一色村が合併により、愛知郡笈瀬村大字北一色となる[4]。
- 1904年（明治37年）12月20日 - 笈瀬村の町制施行により、愛知郡愛知町大字北一色となる[4]。
- 1921年（大正10年）8月22日 - 愛知町が名古屋市に編入され、名古屋市中区北一色町となる[4]。
- 1930年（昭和5年）3月15日 - 中区北一色町の一部が広川町の一部となる[4]。
- 1931年（昭和6年）10月1日 - 中区北一色町の一部が笈瀬町、舟戸町、中京通、五月通、三池町となる[5]。
- 1933年（昭和8年）4月10日 - 中区北一色町の一部が運河通の一部となる[6]。中区北一色町の一部を五月通に編入する[4]。
- 1937年（昭和12年）10月1日 - 中村区の新設に伴い、中村区北一色町となる[4][7]。
- 1938年（昭和13年）
  - 4月1日 - 中村区北一色町の一部が愛知町となる[4]。
  - 9月1日 - 中村区北一色町の一部が中川区に編入され、中川区北一色町となる[8]。
- 1941年（昭和16年）1月1日 - 中村区北一色町の一部が長戸井町、深川町の各一部となる[9]。中村区北一色町の一部を黄金通、熊野町に編入する[9]。中川区北一色町が北畑町と畑江通の各一部となり、廃止される[8]。
- 1942年（昭和17年）10月1日 - 中村区北一色町の一部が柳島町の一部となる[10]。これにより、町域が中川運河内のみとなる。
- 1944年（昭和19年）2月11日 - 行政区域の変更により、中村区北一色町が中川区北一色町となる[4][11]。